# Яковлєв Ігор Вікторович (спортсмен)
Я́ковлєв І́гор Ві́кторович (1 квітня 1960, місто Іжевськ) — російський спортсмен, майстер спорту міжнародного класу (1995).

## З життєпису
Дворазовий чемпіон СРСР з перегонів на льоду (1982, 1983), чемпіон СНД (1992), чемпіон світу в командному змаганні із спідвею (1996).
За професією інженер-механік. Вихованець спортивного клубу «Темп». Тренер — Яковлєв Віктор Іванович.